# Naser Al-Sohi
Naser Al-Sohi (Kuwait, 24 agosto 1974 – Madinat al-Kuwait, Kuwait, 28 luglio 2004) è stato un calciatore kuwaitiano, di ruolo centrocampista.

## Carriera

### Club
Ha sempre giocato nel campionato kuwaitiano.

### Nazionale
È stato convocato per la Coppa d'Asia nel 2000.